# بيل فينلي (لاعب كرة قاعدة)
بيل فينلي (بالإنجليزية: Bill Finley)‏ هو لاعب كرة قاعدة أمريكي، ولد في 4 أكتوبر 1863 في نيويورك في الولايات المتحدة، وتوفي في 6 أكتوبر 1912 في اسبيري بارك في الولايات المتحدة.

## وصلات خارجية
- بيل فينلي على موقعبيزبول رفرنس.كوم (الدوري الرئيسي) (الإنجليزية)